# Museu Comarcal de l'Urgell
El Museu Comarcal de l'Urgell es troba a Tàrrega en un antic casal urbà anterior al segle xvii, de la família Perelló, situat al carrer Major, al centre històric de la ciutat.
L'edifici acull quatre exposicions permanents: Tragèdia al call. Tàrrega 1348, Sales Nobles de cal Perelló, Els ibers a l'Urgell i Antoni Alsina Amils. Un artista entre dos segles (1863-1948).

## Història

### Casa Perelló i fundació del museu
La casa Perelló és un conjunt total de tres cases que va manar construir Francesc de Perelló i Guiu, durant el segle xviii. Aquest personatge, fill de pagesos, provenia de l'Ametlla de Segarra, i va traslladar-se a Tàrrega quan estava en procés d'ennobliment per lluir el seu prestigi. Francesc de Perelló estava casat amb la noble Raimunda Roger de Llúria i de Çaportella. Ell era un personatge ambiciós, autoritari, polèmic, obsessionat amb els diners i l'èxit social; d'aquesta manera es va passar la vida fent negocis, inversions i adquirint terres fins a esdevenir un dels homes més rics i poderosos de la zona de l'Urgell i les zones properes. Durant vint anys, la casa Perelló va esdevenir un destacat centre de poder i de negocis. S'hi va instal·lar una tenda de roba i articles de merceria, però no va durar massa. També hi havia botigues de cellers i gra que rebien les collites de cereals i vi de la hisenda targarina. Segurament, l'aspecte que devia tindre el casalot del carrer Major, era rústic, amb grans sales i habitacions, amb valuosos mobles d'estil barroc.
Francesc de Perelló i Guiu va morir el 1703, va decidir donar la casa de Tàrrega i una part important del patrimoni a la seva esposa Raimunda, amb qui no va tenir fills però sí, potser, un d'adoptat, Francesc Magí; al qual va donar els béns troncals de la família de l'Ametlla i poblacions de la vora.
La senyora Raimunda va viure a la casa Perelló fins a 1707, però a causa dels perills de la Guerra de Successió Espanyola a l'Urgell es trasllada a Barcelona amb el seu segon marit, Joan de Pinós i Rocabertí. Poc després Raimunda mor i dona els seus béns al seu marit, el qual els va tenir fins al 1737. Després va donar el casalot targarí a l'hereu de Francesc Magí, Jeroni Perelló i Andreu, que vivia a l'Ametlla de Segarra fins que va morir el 1767. L'hereu Josep Antoni de Perelló i de Graner, casat amb Anna Çanou i de Bordons, es va instal·lar a la casa Perelló. Va ser l'etapa daurada de l'edifici, aquest matrimoni van dur una vida d'ostentació durant els dos decennis del segle xviii i els primers anys del segle xix; hi havia molta vida perquè sempre hi havia gent a la casa.

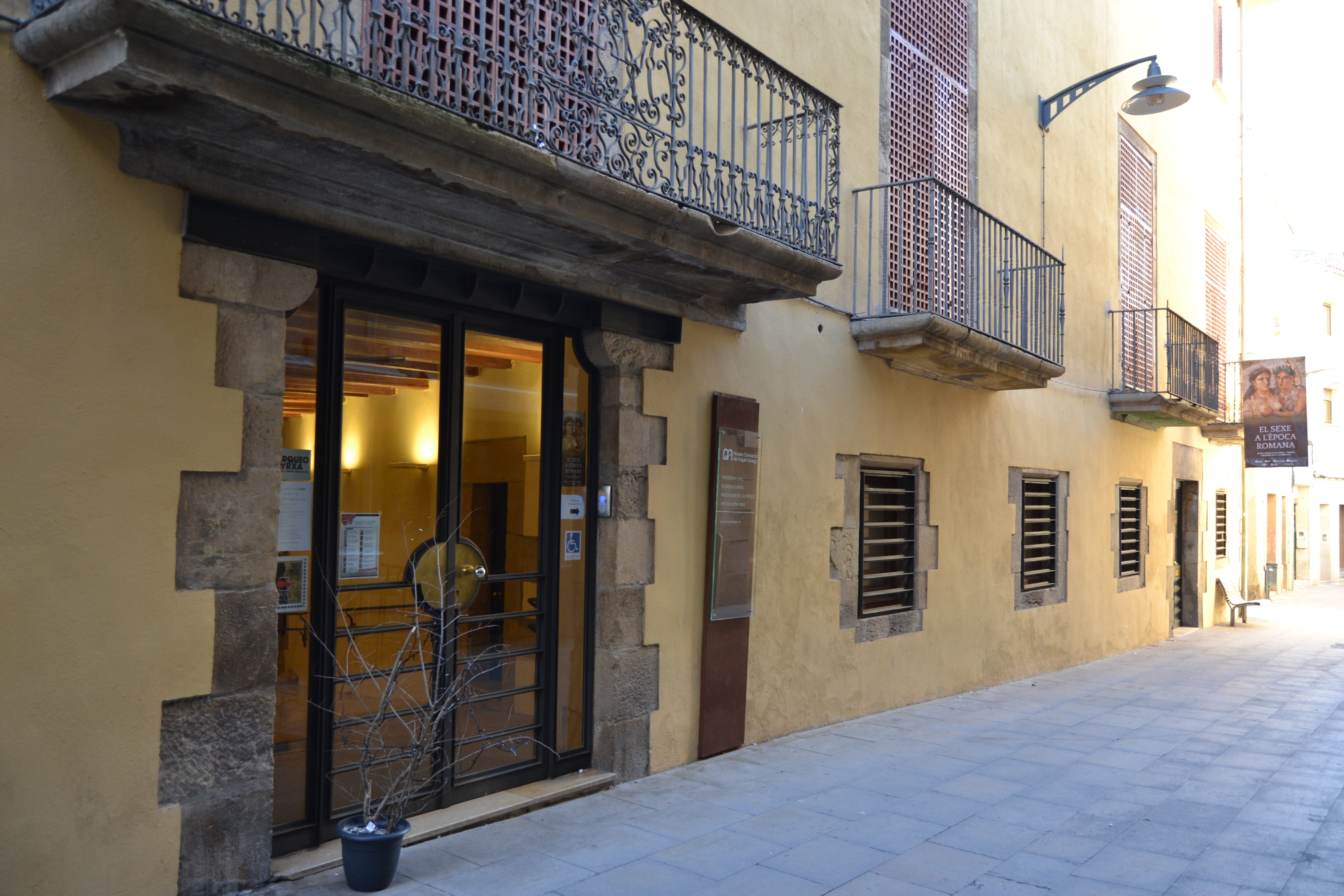
Museu Comarcal de l'Urgell, Carrer Major.

Josep Antoni de Perelló va morir el 1807, i la seva esposa Anna, el 1811. El germà del difunt, Francesc de Perelló i de Graner en va esdevenir el propietari. La casa va tornar a entrar en una etapa de decadència a causa de la Guerra del Francès. Ell va viure-hi fins a l'any 1816, quan retorna a Barcelona i mor el 1825 o 1826. El casalot va passar a Antoni de Perelló i de Zarza però durant poc temps, el jove mor el 1841. Va passar-la a la seva filla Anna de Perelló i de Llorens, que va casar-se amb un noble de Barcelona que tenia un patrimoni important de Tàrrega, Josep Maria de Babot - Carreres i Feu. Van revitalitzar el casalot Perelló a mitjan segle xix, i hi va recobra protagonisme en una època de transformacions socials i progrés. La casa Perelló continuava representant el seu aspecte senyorial, mostrant l'aristocràcia rural del passat de Catalunya.
Anna de Perelló i de Llorens va morir al voltant del 1907, i els seus fills, Manel i Lluís es van quedar a viure-hi amb les seves esposes i fills durant l'última dècada del segle xix i principi del segle xx. A causa de la Guerra Civil i l'època franquista, l'etapa de Cal Perelló torna a decaure i va fer-se com un espai cap al públic durant els anys vuitanta del segle xx.
El 1982, l'Ajuntament de Tàrrega va decidir comprar i rehabilitar l'edifici per habilitar-lo com un museu. De la casa s'han conservat la fisonomia de les sales nobles, juntament amb el jardí de la primera planta, la capella, el celler i altres espais de la casa.

### Fundació del museu
Les troballes de fòssils a les pedreres del Talladell formen l'inici de les col·leccions del museu. Les prospeccions arqueològiques de Bernat Noguera i al Castell de Mur, en van ser un altre pilar important.
L'any 1957 es va crear una junta administrativa i el 1962 el museu va obrir les portes amb dues sales; una sala era la part de baix de l'edifici de l'Ajuntament de Tàrrega i l'altra a l'entrada de l'antic Palau dels Marquesos de la Floresta. Joan Tous va dirigir el museu, fins al principi dels anys vuitanta. Finalment, el 1981 es va firmar el conveni de creació del Museu Comarcal, a càrrec de l'Ajuntament de Tàrrega i el Departament de Cultura de la Generalitat de Catalunya el dia 22 d'octubre de 1994.

### Un museu amb diferents seus
El museu també conté material etnològic, juntament amb un fons fotogràfic i un conjunt de vestuari important, datat a principi del segle xx, donats per la família de l'escriptor Manuel de Pedrolo. A la planta baixa hi ha una sala per a exposicions temporals.
Juntament amb aquestes innovacions, avui el museu ha estrenat altres seus com ara el Museu de la mecanització agrària Cal Trepat, als afores de Tàrrega; important pel seu patrimoni industrial de maquinària agrícola i les innovacions en el procés de mecanització del camp, del segle xx. També disposa de diversos jaciments visitables, com l'adoberia del Molí del Codina i el Pou del Gel.

## Les diferents col·leccions

### Sales Nobles de cal Perelló
La col·lecció permanent de la casa Perelló està a la primera planta del museu, s'anomenen les Sales Nobles. En aquesta planta està compassada per una sèrie d'estances, béns mobles i objectes que formen un clar exemple de l'interior d'una casa benestant catalana del segle xviii. Aquestes sales contenen pintures murals, ornaments i mobiliari luxós de l'època, dels segles xvii, xviii i xix. En aquestes sales podem veure com vivia una família benestant d'aquella època, les seves dedicacions professionals, aficions, amistats, gustos i les relacions que tenien. Una casa senyorial d'aquell temps havia de permetre acollir tota mena de persones i obtenir estances per a cada ocasió. Les sales van ser endegades segons la moda del barroc francès que es van imposar a Catalunya al segle xviii. El mobiliari que s'hi exposa és d'altres èpoques i procedències com la família de Manuel de Pedrolo.
Aquestes sales nobles tenen diferents funcions. En pujar a la primera planta, trobem el rebedor, una estança petita que tenia la funció de barrera, on s'esperaven aquells a qui es donava pas. Per aquest motiu, la decoració és austera. Des del rebedor, s'accedeix a la sala gran, l'estança principal de la casa i on es feien les festes. L'inventari de la casa en aquell moment va ser descrit per Jaume Espinagosa i Marsà. El mobiliari es disposava als costats de les parets per guanyar espai. S'entrava a la sala gran per una ampla obertura col·locada davant del balcó. Les cadires que es troben avui dia són de la darreria del segle xix, amb motius daurats i tapisseria jacquard original. Conté una taula mallorquina que dona lloc a un tauler de scagliola italià, possiblement de Florència, de principi del segle xviii. Al costat hi ha la sala estrada, una estança petita on les dones solien trobar-se. Les parets són decorades amb paper pintat i pintures murals, on es representen escenes amb personatges vestits a la moda de la darreria del segle xviii, representats dins de paisatges rurals i marins. Aquestes pintures murals són emmarcades amb una sèrie de sanefes de bucles, d'estil neoclàssic. Les pintures de la part alta de la sala són datades de mitjan segle xix. L'estil romànic es veu en els grans dibuixos amb motius vegetals i colors vius i cridaners. La peça més destacada de l'escena és el piano vertical del constructor d'instruments anglès Christopher Gerock, d'estil Jordi IV, datada entre 1824 - 1830; conté aplicacions de bronze i tapisseria, treballat en caoba, palissandre i llimoner. Per acabar hi ha la sala del dormitori principal amb alcova que s'adaptava a un espai transcendental de la vida familiar. L'alcova desvinculava la zona de la visita de la zona del llit; presidida per l'escut familiar, envoltat de decoracions tallades i daurades. La decoració que forma tot el dormitori i l'alcova són el que millor s'ha conservat de l'època moderna, d'estil neoclàssic del segle xviii.

### Col·lecció d'arqueologia

#### Els fòssils del Talladell
Aquesta col·lecció no es troba en la seu del Museu Comarcal de l'Urgell. Surten d'unes pedreres localitzades al Talladell, a la part oriental de la Conca de l'Ebre. Són de l'Oligocè de l'Urgell i la Segarra. Provenen de les pedreres Fàbregas i les Bujeda, a la zona del Pla de Caelles adaptades per la pedrera Bujeda nord, la nova i la vella. En el moment en què van ser explotades, eren com a material per a la construcció.
Aquestes pedreres tenen un alt valor patrimonial paleontològic per les moltes restes que s'hi van trobar: mamífers, rèptils, vegetals i mol·luscs, tots en un bon estat de conservació. Permeten un millor coneixement sobre la paleobiologia de l'etapa de l'Oligocè a Catalunya. Han ajudat a descriure les diverses condicions ambientals d'aquella zona central de la depressió de l'Ebre, del Talladell i de les zones veïnes. Les recerques han mostrat que al Talladell, fa milions d'anys hi havia un clima corresponent al tropical i al subtropical actual amb una temperatura mitjana d'entre uns 22° i 25°, i la mitjana de fred seria d'uns 18°.

#### Els ibers: el Molí d'Espígol i el Pla de les Tenalles.
La sala d'arqueologia se centra en el món ibèric de le zona d'Urgell i els afores. Es conforma des dels seus antecedents, és a dir, anteriors al segle vi aC fins al segle I, quan va succeir el final de l'època ibèrica i la romanització del territori.
La ciutat del Molí d'Espígol va tenir un paper important en l'organització d'aquest territori. S'han pogut conèixer molts aspectes de la vida dels ibers, gràcies a les excavacions i juntament amb les excavacions dels jaciments del poblat del Pla de les Tenalles (Grananyella), el Tossal del Mor, de Tàrrega, l'assentament dels Missatges de Claravalls i la necròpolis preibèrica d'Almenara. L'exposició també mostra les activitats econòmiques, com es conformava l'urbanisme de la ciutat del Molí d'Espígol, amb qui comunicaven, com s'edificaven i arreglaven les cases, quines eren les tradicions i creences, etc. La cultura ibèrica va desaparèixer durant la colonització romana que ha implantant noves formes d'assentaments i cultura.

### Col·lecció Antoni Alsina i Amils (1863-1948)
Antoni Alsina i Amils va néixer a Tàrrega el 1863 i va morir a Barcelona l'any 1948. És un escultor català que es trobava entre dos estils, el realisme del vuitcentisme i el simbolisme modernista. Va estudiar a l'escola especial de pintura i escultura de Madrid, i a l'Escola de Belles Arts. Va estar-se a Roma durant quatre anys, on va completar la seva formació. Posteriorment, va participar amb succés en nombrosos certàmens espanyols d'escultura. El seu èxit arribà amb l'Exposició de París, l'any 1900. Adquiria la medalla d'Or per la seva gran obra Astúcia i Força (Samsó i Dalila).

L'exposició permanent mostra la trajectòria artística de l'escultor, des de la fi del segle xix fins a la seva maduresa. Conté escultures fetes amb diferents materials, a conseqüència dels dos estils que el van influir. Hi ha escultures de bronze, fusta, marbre i guix, que mostren el traspàs del realisme vuitcentista al simbolisme modernista. També es pot apreciar aquest domini en la persuasió del moviment i el ritme en les seves escultures de ballarines. És un artista polifacètic, a més de les escultures s'hi troba un conjunt de mobiliari obrat i decorat per ell, on combina les arts decoratives, escultura i pintura. Donen una impressió de la vida quotidiana de l'artista, dels seus pròxims i les vivències que li van marcar la vida. S'hi exposa també l'obra pictòrica del seu germà, Ramon Alsina i Amils, el qual és destacat per les seves pintures i dibuixos; al llarg de la seva vida va estar molt unit al seu germà.

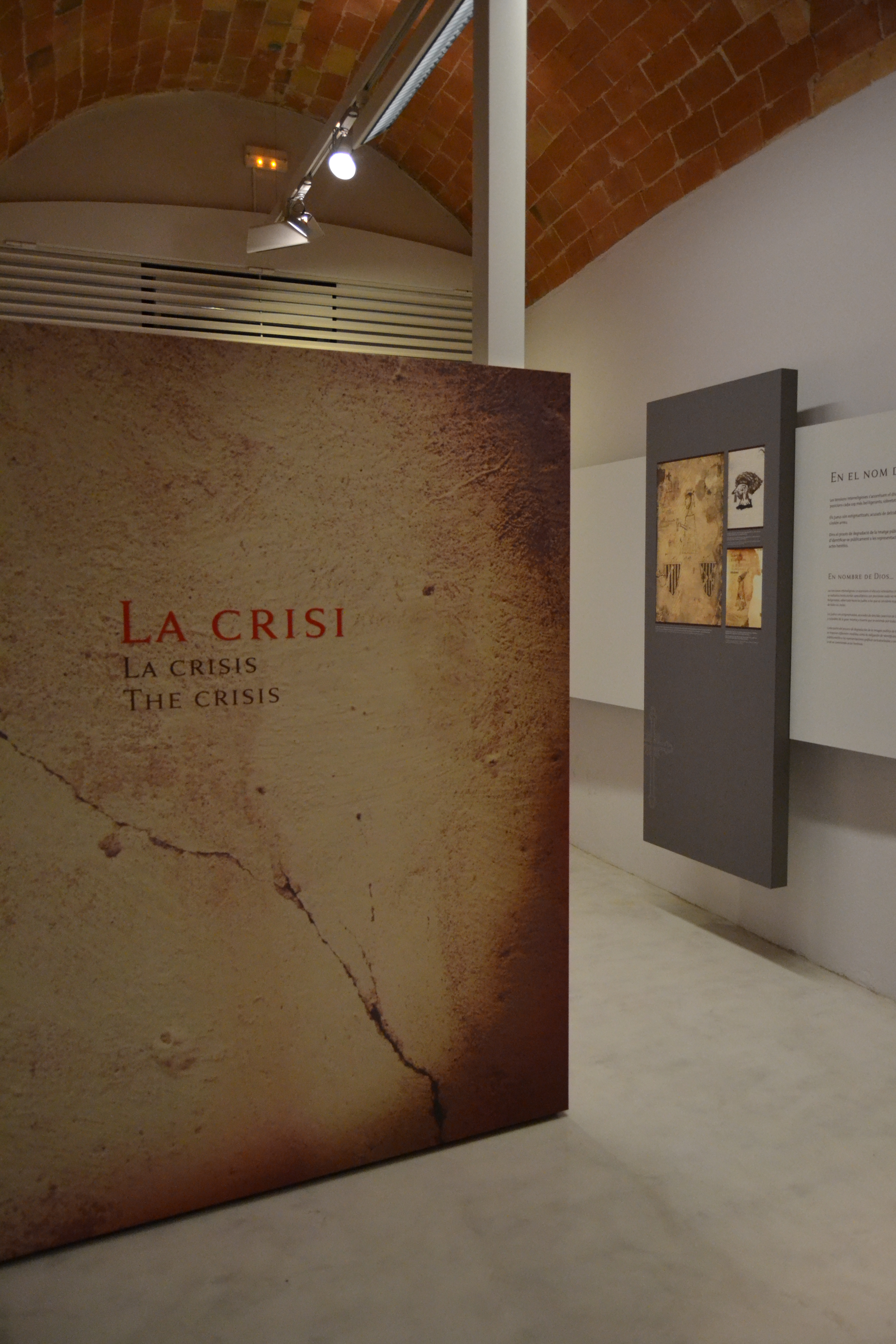
Part del recorregut de l'exposició Tragèdia al Call

### Sala Permanent: Tragèdia al call 1348
L'any 1348 és una data tràgica per a la història de Tàrrega. Si bé el primer terç del segle xiv és una època d'expansió econòmica i urbanística que propicia el creixement de la vila i de l'aljama jueva de Tàrrega, una seguida d'anys de males collites i crisi econòmica propicien la tensió social i la confrontació religiosa. Els jueus són vists com un element aliè dins una societat majoritàriament cristiana.
Aquesta situació esclata quan la pesta negra toca Catalunya i el juliol de 1348 i la gent assalta el call de Tàrrega, poc després del de Barcelona i de Cervera. Si bé aquest avalot el coneixíem per la documentació de la Cancelleria Reial i el relat de Josef ha-Kohen, La vall de Llàgrimes, les excavacions al call i molt especialment l'excavació l'any 2007 de la necròpolis jueva de les Roquetes, el fossar dels jueus de Tàrrega, han corroborat arqueològicament la magnitud de l'assalt i han precisat moltes dades fins ara desconegudes gràcies a la troballa excepcional de sis fosses comunes amb una setantena de víctimes d'aquest assalt.
L'exposició permanent Tragèdia al call. Tàrrega 1348 mostra i contextualitza els materials arqueològics recuperats dels jaciments de la necròpolis jueva de Tàrrega i d'uns abocaments fets al call a conseqüència de l'assalt. Tots aporten molta informació sobre l'abast de l'avalot i mostren alhora aspectes de la vida quotidiana de la comunitat jueva fortament colpejada l'any 1348.

La mostra permanent ens situa en el context urbà i ideològic de la Tàrrega dels segles xiii i xiv amb un conjunt de peces gòtiques i romàniques de primer ordre, provinents de l'església parroquial i dels monestirs i convents de la vila, que en la primera meitat del segle xiv es trobaven en el seu moment més àlgid.

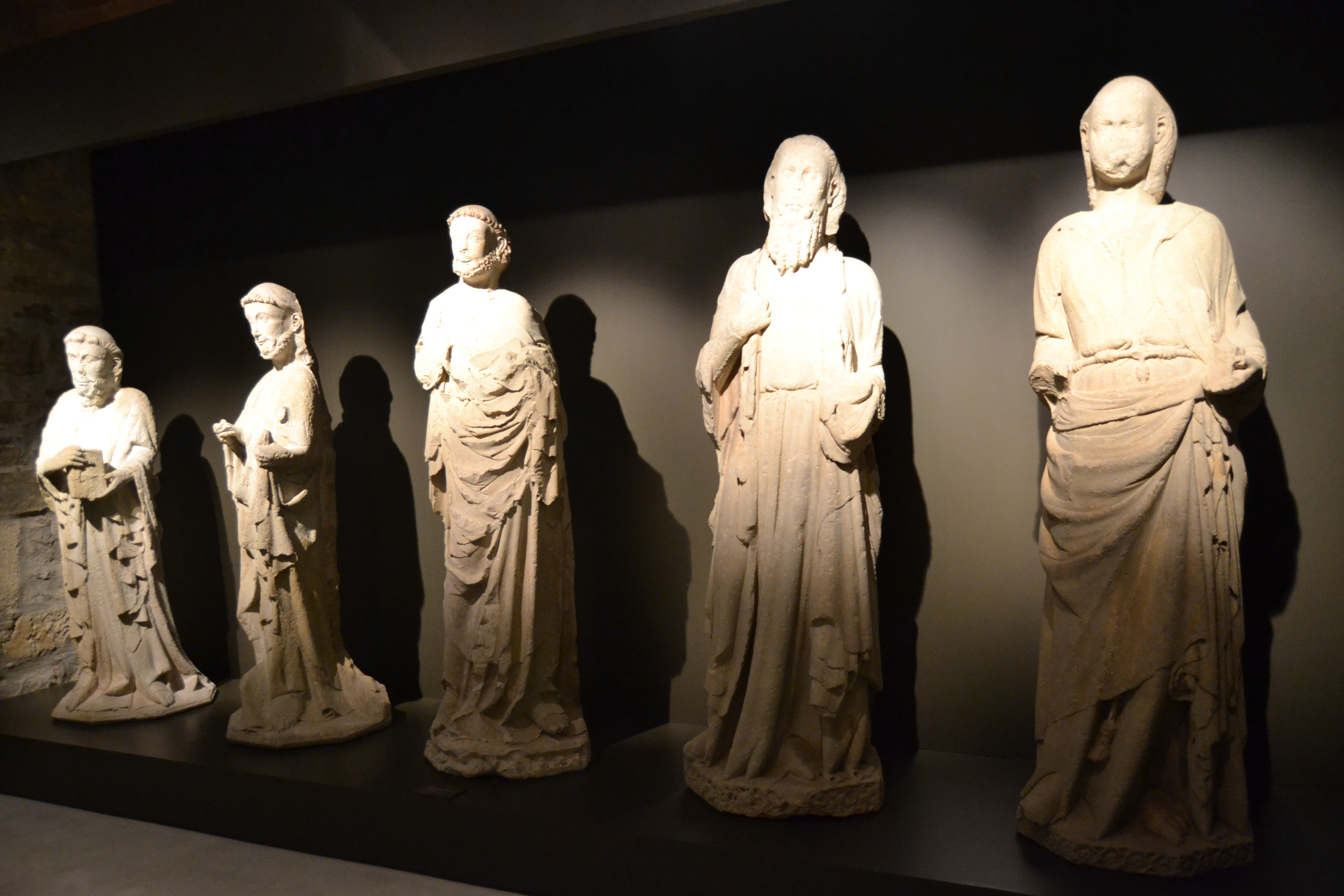
Escultures d'una portalada desapareguda de l'església parroquial

El conjunt de cinc escultures d'apòstols prové de la desapareguda portalada gòtica de Santa Maria de Tàrrega, esculpits per almenys tres escultors. El més important és el Mestre d'Anglesola, que era actiu al primer terç del segle xiv, segurament d'origen francès, que és un dels artistes que ha introduït el llenguatge gòtic a les terres de Lleida. El portal responia al model francès amb apòstols als brancals i una imatge mariana al mainell, seguint el model encetat a casa nostra a la catedral de Tarragona.
Són aquests apòstols, la Marededéu provinent de la mateixa església, una predel·la policromada i dos capitells provinents de diferents convents targarins els que posen de manifest la gran puixança econòmica de Tàrrega de finals de segle xiii i fins al primer terç de segle xiv.
La primera menció als documents de població jueva la trobem l'any 1278 i poc després ja tenim constància que estava constituïda en aljama pròpia (1303), fent patent el creixement d'aquesta comunitat.
El cementiri de la comunitat jueva medieval de Tàrrega és mencionat als documents per primer cop l'any 1307. El 2007 es va excavar el jaciment de les Roquetes, que tal com proposava el doctor Josep Xavier Muntané, s'havia de trobar al turó del Maset.
Durant l'excavació del cementiri es van excavar i documentar 182 tombes individuals i sis fosses comunes. Aquestes recerques van permetre documentar certes parts del ritual d'enterrament de la comunitat jueva medieval targarina com són l'ús de taüts –ja sigui a través de la disposició de claus de ferro bé per les restes de fusta conservades-, l'ús de baiards –per la fusta conservada-, l'amortallament dels difunts amb agulles de subjecció, també es documenta a partir de la postura dels cossos-. En dues tombes femenines, s'han documentat restes de tocat. Aquest teixit, molt ric, s'elabora amb diferents tipus de fil, en el cas de Tàrrega, lli i seda que combina diferents trames i tints. Aquests fils, segons demostra l'analítica en alguns casos eren coberts per una làmina d'or o d'argent, entorxats. Per aquesta mena de teixits trobem paral·lels en altres necròpolis jueves de la península, com la de Valladolid, catalanes com la de Barcelona o Girona i europees, com pot ser la del carrer de Nové Mĕsto de Praga.
En aquestes tombes individuals s'han trobat un seguit de collarets i un parell de braçalets que han estat interpretats com a amulets. Aquests elements són fets d'atzabeja –carbó fossilitzat-, ambre, corall, pasta vítrea, cristall de roca… són materials que, tradicionalment, i en el cas de l'atzabeja des de temps prehistòrics, s'han considerat elements protectors davant el mal d'ull. Aquests collarets poden estar fets d'un sol material, es documenten collarets d'atzabeja i de pasta vítrea o bé combinant diferents tipus d'elements, n'hi ha que tenen denes d'atzabeja, ambre, corall, cristall de roca… tots materials als quals s'atribiueixen qualitats profilàctiques.
Al sector sud-est de la intervenció es van excavar sis fosses comunes amb un nombre mínim d'individus de 69. El nombre d'inhumacions de les fosses varia segons la longitud d'aquestes, anant dels dels cinc d'una a més de la vintena en la més grossa. Són enterraments múltiples, que tot i així, són dipositats seguint l'orientació ritual jueva, el cap a l'oest i els peus a l'est, encarant el mort vers Jerusalem fins i tot en aquells casos en què la descomposició havia provocat el desmembrament de les parts del cos. És aquest fet el que ens fa pensar que van ser els supervivents de la mateixa comunitat els que van enterrar els seus morts.
Durant l'excavació d'aquestes fosses es van documentar, en almenys tres individus, la presència de botons, fet que ens indica que foren enterrats vestits, fet que no és habitual dins l'escatologia hebrea, com tampoc ho és l'enterrament en fosses comunes. Aquests elements, juntament amb la presència en més del 50% dels enterrats en les fosses comunes de marques de violència als ossos indica que les fosses són fruit d'un episodi de gran violència, ja que l'estudi antropològic de les restes mostra que tota la població hi és representada, des de neonats, nadons de sis mesos, dones, adults. No hi ha cap grup discriminat, fet que reflecteix que fou un atac amb la voluntat d'acabar amb tota la població del call.
La troballa en dues de les fosses de dos conjunts de monedes, 18 en total, a més de les analítiques de C14 que es va fer en un dels enterrats en una de les fosses, fan possible l'atribució d'aquestes fosses a l'avalot de 1348.
L'atac a la comunitat jueva era coneguda a través de fonts documentals, tant cristianes com jueves. El fet de poder excavar i estudiar antropològicament les restes de l'avalot és un fet excepcional dins la literatura arqueològica medieval jueva. Els atacs als calls jueus durant el segle xiv no són un fet exclusiu de Tàrrega, ja que a la Provença les fonts ja en parlen uns mesos abans del de Tàrrega, i el 1349 a les regions de parla alemanya aquests atacs es documenten en moltes ciutats amb una comunitat jueva. A les nostres terres els atacs als calls són gairebé generals l'any 1391 i en alguns casos, com el de Barcelona, van provocar la desaparició del call de la ciutat.
L'estudi de la documentació escrita de l'època ha permès situar el lloc del call a mitjan segle xiv. Aquest s'estenia al sud de l'actual carrer Major, ocupant la zona entre aquest carrer i la muralla, que els feia de límit pel sud i per l'est. El jaciment del carrer de la Font 7-9 es troba just en el límit oest del call, on hi havia la majoria dels patis de les cases del principal carrer del barri jueu, el carrer l'Estudi.
Ens centrarem en un sector concret del jaciment del carrer de la Font que presenta nivells estratigràfics que contenen materials de la primera meitat del segle xiv. És una zona oberta, interpretada com un pati posterior d'una casa on hi havia una sitja. En la terra que reomplia la sitja, així com en els nivells de reompliment i anivellament que la cobrien, aparegué una gran quantitat i de materials arqueològics diversos: restes de vaixella de taula, llànties, olles, greixoneres i contenidors ceràmics de tota mena; restes de recipients de vidre; objectes de bronze associats al vestuari, a mobiliari de petit format i instrumental divers; restes de peces de ferro, entre les quals un ganivet de grans dimensions, monedes, restes animals i altres materials que no anaven més enllà de mitjan segle xiv. Tot apunta que la major part d'aquests materials estaven en ús quan van anar a parar de forma violenta al pati de la casa, ja que algunes peces s'ha vist clarament que estaven senceres quan van fer-hi cap. La data de fabricació de la vaixella i d'encunyació de les monedes és molt propera a la data de l'amortització. Per aquest motiu, s'ha interpretat que els materials trobats haurien estat llençats de forma expressa, possiblement fruit d'un o diferents abocaments simultanis.
Pel que fa a l'adscripció cultural de les restes de ceràmica, no han evidenciat cap diferència entre els materials ceràmics emprats per jueus i cristians, excepte una peça: un petit fragment d'una hanukkià o llàntia múltiple. És important, d'una banda, per la funció que té dins el ritual jueu de celebració de la Festa de les Llums i, de l'altra, perquè dona un argument de pes per adscriure culturalment el jaciment, ja que la peca és clarament jueva.
L'estudi de les restes òssies d'animals, en concret, les dels nivells fruit de l'abocament del segle xiv, dona una prova clara dels consumidors. La dieta és una de les principals expressions d'identitat cultural, especialment quan està regulada per preceptes religiosos. En el cas del judaisme, el consum de carn està estrictament regulat per la Torà. A la Font 7-9 es documenta una quantitat ínfima de porc, menys del 0,5% de les restes i no es documenta conill, restes que són molt abundants en jaciments cristians i àrabs contemporanis.

## Dependències del Museu Comarcal de Tàrrega

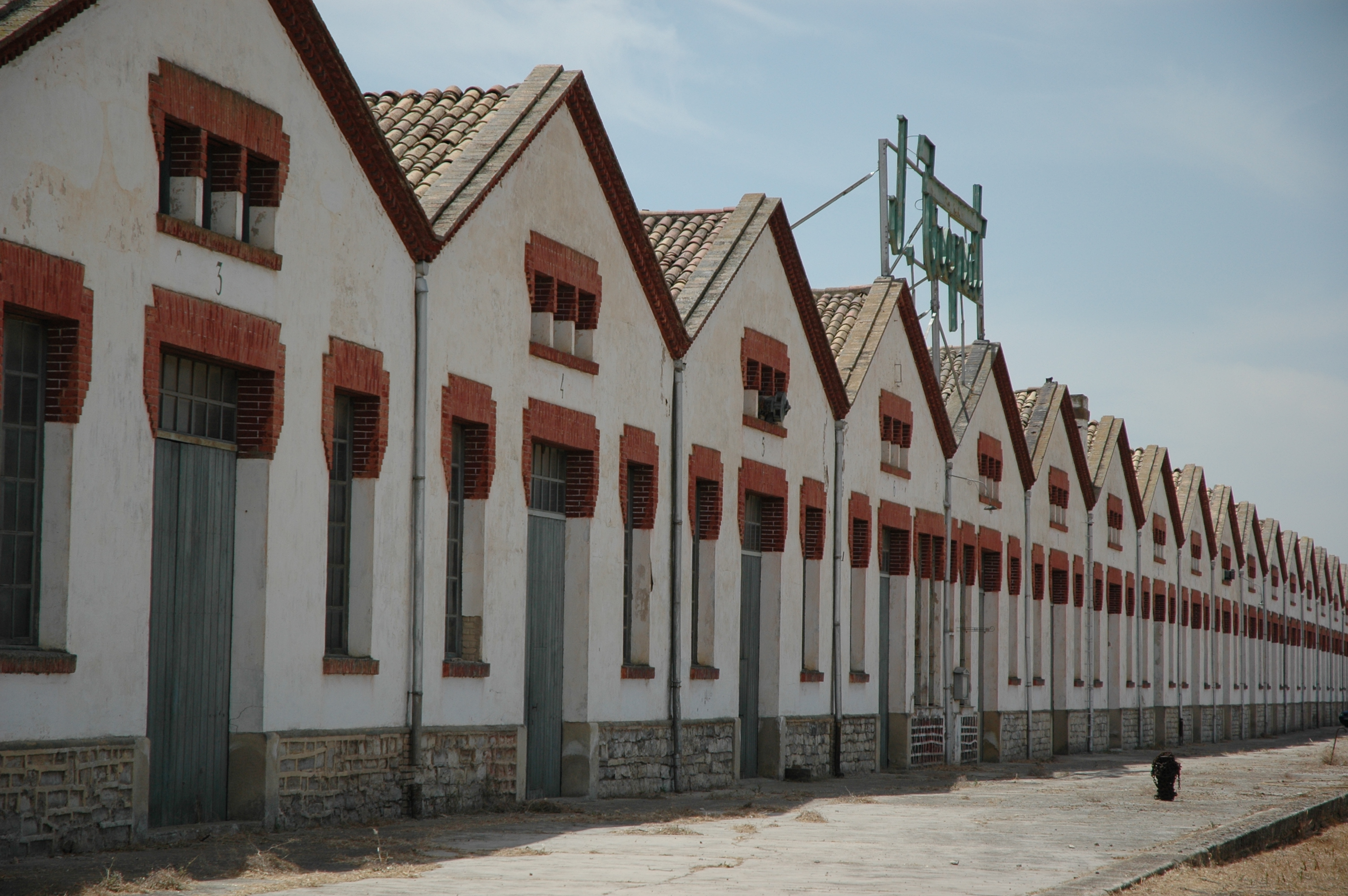
Naus de la fàbrica J. Trepat, Tàrrega.

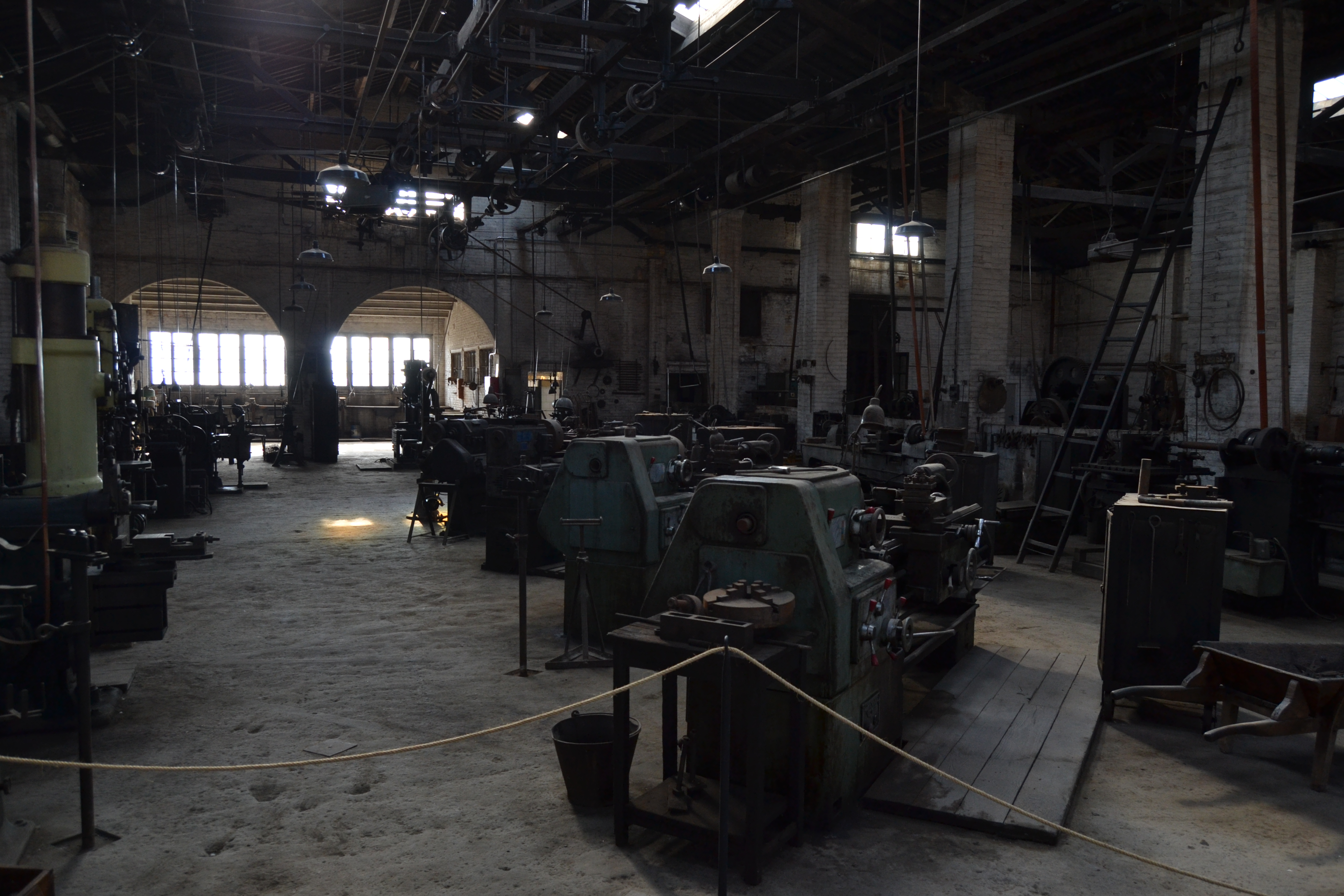
Maquinària agrícola del Museu Cal Trepat, Tàrrega

### Museu de Cal Trepat de Tàrrega
La fàbrica de Josep Trepat és un testimoni important sobre el procés de mecanització agrària al camp català i espanyol.
El primer taller en què va treballar Josep Trepat era al carrer Ardèvol de Tàrrega, on va reafabricar les primeres màquines agrícoles, les garbelladores. A mesura que agafava importància, va tenir més encàrrecs, i en aquell petit taller no donava l'abast, així que va traslladar-se als afores de Tàrrega on va construir-hi les dinou naus que encara la componen avui dia, hi podia organització una producció en cadena. Aquesta nova fàbrica contenia diferents sales: la foneria, la sala de modelisme, els tallers, la sala dels torns i mecanització, la de les premses i ganivetes, la de les ralladores i garbelladores, la d'estampació, la de les lligadores, la de rampills, la de pintura, fusteria on es feien les primeres peces de fusta, la de renacéis i les oficines.  Va donar tant fervor que va exportar cap a Portugal, Grècia, Nicaragua, Aràbia Saudita, entre d'altres.
Avui dia es conserven les dinou naus amb la maquinària, les eines que els treballadors van deixar en el seu interior, com eren quan se'n van anar. En l'interior de la fàbrica es conserven l'arxiu, també s'hi han trobat diferents models de màquines que donen una informació important de com era la maquinària d'aleshores, com l'utilitzaven, l'evolució de les millores així com els processos de producció. És l'única empresa de fabricació agrícola que es conserva intacta d'aquesta època a tot Espanya i, possiblement d'Europa.
L'any 2006, el museu va començar l'inventari de totes les màquines i eines de la fàbrica. A principi de l'any 2007, la fàbrica J.Trepat va passar a formar part de l'Ajuntament de Tàrrega. El problema actual és el manteniment urgent de l'edifici i la seguretat davant vandalismes o robatori.

### Jaciments

#### El Molí d'Espígol de Tornabous

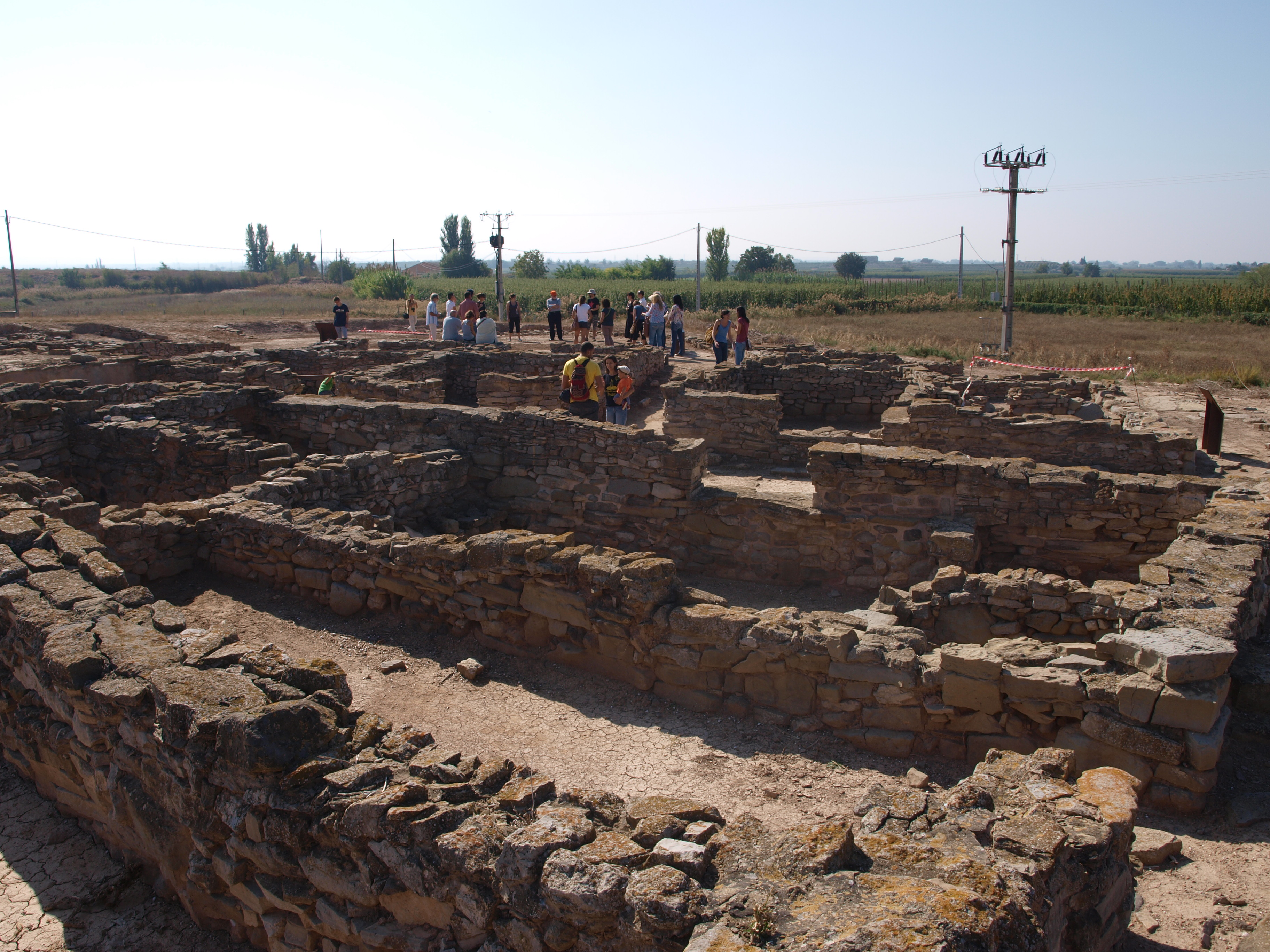
Molí d'Espígol de Tornabous

Aquest és un dels jaciments preromànics més importants de a Catalunya, per les característiques de topografia i d'urbanisme, i també per haver format part d'un conjunt de campanyes d'excavacions arqueològiques que va iniciar mossèn Antoni Llorens l'any 1970, quan era director del Museu Diocesà de Solsona; després va continuar Joan Maluquer de Motes els anys 1975 i 1984, el qual va descobrir la major part de les restes que avui dia persisteixen. El Servei d'Arqueologia de la Generalitat de Catalunya va fer les últimes campanyes de l'any 1987 al 1991per a consolidar i qualificar el jaciment. Els artefactes descoberts s'exposen al Museu Comarcal de l'Urgell, abans ho eren al Museu de Solsona.
Tot el treball realitzat va destinat a fer conèixer les primeres peces de ceràmica de vernís negre que representen un conjunt de vasos exportats al jaciment del Molí d'Espígol, provinents de diferents llocs de la Mediterrània; demostren l'existència de relacions comercials. Van permetre fer un marc cronològic i històric on va tenir lloc les destruccions de major importància que aquest jaciment va subir.
S'ha pogut demostrar aquest assentament va ser destruït tres vegades. Primer en la primera meitat del segle iv aC, damunt les ruïnes del qual es va construir la majoria de les restes que avui s'han conservat. Una segona destrucció va passar a la primera meitat del segle iii aC; i la nova destrucció, la més nova, a principi del segle ii aC, quan es va començar a abandonar el poble del Molí d'Espígol com a nucli urbà. Tot i les restes que s'han trobat, n'hi ha moltes que s'han perdut per l'arada del camps, i pels aprofitaments dels murs que per construccions a Tornabous. També n'és una causa la romanització que hi va haver en aquest territori, durant el segle I aC.
Algunes d'aquestes ceràmiques de vernís negre de la cultura ibèrica són: petita copa hemisfèrica de vernís negre, d'argila dura; askoi - en forma de cap amb els cabells trenats i el prognatisme facial pronunciat - d'argila rogenca i vernís negre brillant; guttus - en forma de peu calçat amb una sandàlia - de pasta rogenca i vernís negre brillant; plat de peix d'argila grisenca i vernís negre fosc, entre d'altres.

#### Pla de les Tenalles
El jaciment del Pla de les Tenalles de la Móra és a Granyanella (La Segarra). És un assentament que, a poc a poc va guanyar més importància al llarg del temps. Es va decidir excavar en aquest indret perquè hi havia constància d'una sèrie de materials, que es creu que la cultura ibèrica va romandre en aquest territori, més temps del que es deia; fins a mitjan segle ii aC, aquest aspecte permet obtenir una relació amb el món Ilergècia. Segons l'anàlisi que va realitzar i transmetre P. Villalba al Servei d'Arqueologia, en aquest assentament del Pla de les Tenalles podria datar-se el primer moment de l'assentament de la cultura ibèrica fins a la fi del segle v aC.
La primera notícia sobre l'assentament la va realitzar Ramon Boleda i Cases i Joan Tous i Sanabra, publicats per publicació per Rodrigo Pita. Ramon Boleda va desobcar el jaciment l'any 1952. En un mapa arqueològic descriu les restes d'estructures, juntament amb una gran quantitat de materials i fragments de ceràmica de vernís negre.
De 1978 a 1983, P. Villalba sota les directrius de Joan Tous, va iniciar una activitat arqueològica. Al llarg d'aquest temps, es van descobrir gran quantitat de materials i estructures, segons P. Villalba, datades, aproximadament, al pas del segle iii aC al segle ii aC. Va decantar-se per aquesta cronologia gràcies a les troballes de ceràmiques roges, que les situava en el marc d'època tardana, un estil de la segona meitat del segle IV aC.
Tot i aquestes troballes importants, manca informació per interpretar-ne els elements urbans, les remodelacions i reestructuracions, principalment a la zona nord. Joan Tous va descobrir unes descripcions en una sèrie de ceràmiques, que donaven indicis de presència de romans, durant l'època de dominació romana.

#### L'adoberia del Molí del Codina
A conseqüència d'unes obres de construcció d'un immoble sobre el Molí del Codina, situat al centre històric de Tàrrega, el mes d'agost de l'any 1997 es van descobrir unes restes arqueològiques, i es va fer una intervenció arqueològica d'urgència, la qual va acabar el 31 de gener de 1998. Aquest jaciment es troba al marge del riu Ondara, fent cantonada amb el carrer Migdia i el carrer Sant Agustí. A la darreria del segle xviii s'hi va edificar un molí d'oli, d'aquí sorgeix el nom. En la segona meitat del segle xiv, durant l'època medieval i moderna, hi havia una muralla que tancava la ciutat. El motiu principal d'aquesta intervenció era documentar aquestes restes de la muralla medieval de Tàrrega. En aquest moment es comença a sospitar que, possiblement, allí s'hi edifiques una sinagoga medieval, segons la investigació de Joan Tous, Rodrigo Pita i Josep Maria Planes.
Joan Tous, director del Museu Comarcal de l'Urgell, va reunir un equip d'arqueòlegs per a investigar l'assentament del Molí del Codina. Les investigacions no van donar proves irrefutables de la sinagoga medieval. S'espera que en unes pròximes intervencions arqueològiques es veuria la relació entre el Molí del Codina i l'antiga sinagoga medieval, juntament amb la documentació medieval de Tàrrega que conforma els segles xiv i xv.

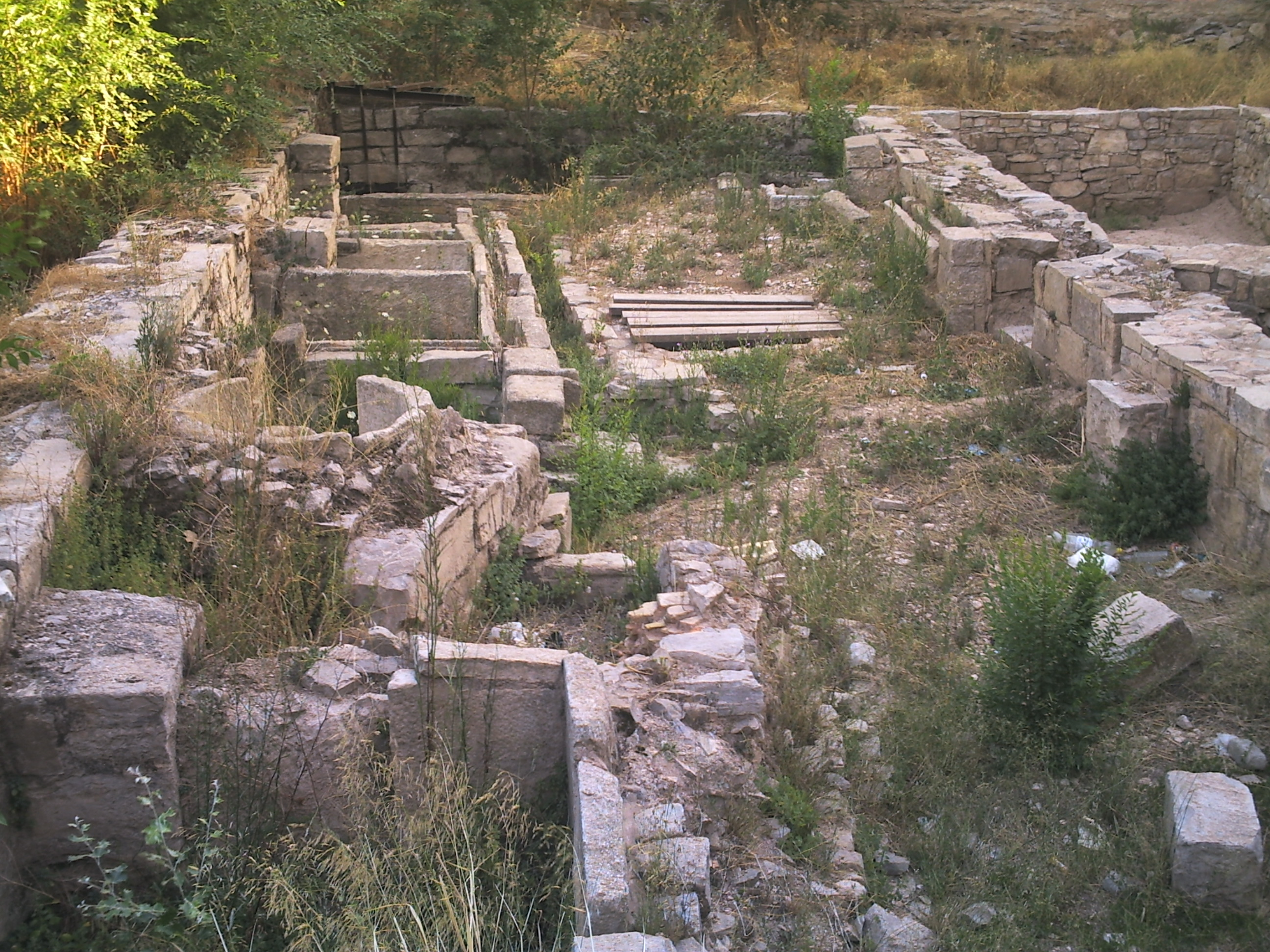
L'adoberia del Molí del Codina, Tàrrega.

L'estructura més moderna del jaciment és el Molí d'oli, a més s'hi va identificar un pou, alguns murs, basaments de diferents arcades, avui visibles; s'han relacionat algunes estructures amb un celler i un cup de vi. Al nivell inferior, hi ha unes estructures que corresponen a l'adoberia, la qual es data entre el segle xvi i la primera meitat del segle xvii, situada dins del clos de la planta de l'edifici anterior. S'hi van detectar la presència de diferents piques i canalitzacions i un petit forn. En les piques s'han trobat diferents materials ceràmics en els nivells d'inundació, els quals donen una cronologia bastant específica entre el segle XVI fins a mitjan segle xvii.
Per sota de l'edifici de l'adoberia, en la meitat nord de l'interior, s'han documentat uns retalls rectangulars que rebaixaven un nivell de llims, possiblement antròpica, que arriben molt més avall que la situació dels murs i dels pilars de l'edifici preexistent. S'han trobat materials ceràmics i metàl·lics datats en la primera meitat del segle xv.
L'edifici anterior que es reaprofita per fer l'adoberia del segle xvi i la primera meitat del segle xvii, presenta unes qualitats particulars; forma una nau sense cap separació visible, pot formar part de la primera fase de l'edifici. Conté vuit pilars adossats a la part interior del mur, en aquests hi corresponen quatre arcs apuntats, possiblement sortien de la coberta de la nau. S'ha pogut comprovar que l'alçada de les parets podia fer uns dos o tres metres. La presència d'aquest edifici, datat aproximadament del segle xiv, va condicionar totalment l'emmurallament posterior en l'època de Pere el Cerimoniós a Tàrrega.
Segons la documentació medieval, de la primera meitat del segle xiv, hi ha una sinagoga a Tàrrega, construïda en l'època de Jaume el Just, segons la font, amb el permís del bisbe Ponç de Vic; tot i això, no hi ha un document que especifiqui el lloc exacte però sí esmenta que era a prop del riu. Per aquest motiu la sinagoga va patir nombroses inundacions i, pot ser va ser traslladada en un altre lloc.

#### Fossa de les Roquetes
Les excavacions de l'any 2007, van sortir a la llum una necròpolis medieval jueva, s'hi van descobrir cent vuitanta i dues fosses individuals amb restes humanes i sis fosses comunes. Aquest jaciment se situa a la part sud-est del nucli urbà de Tàrrega, al vessant del turó, conegut com el Maset. En aquella època es trobava fora de les muralles com la majoria de les necròpolis jueves de la península.

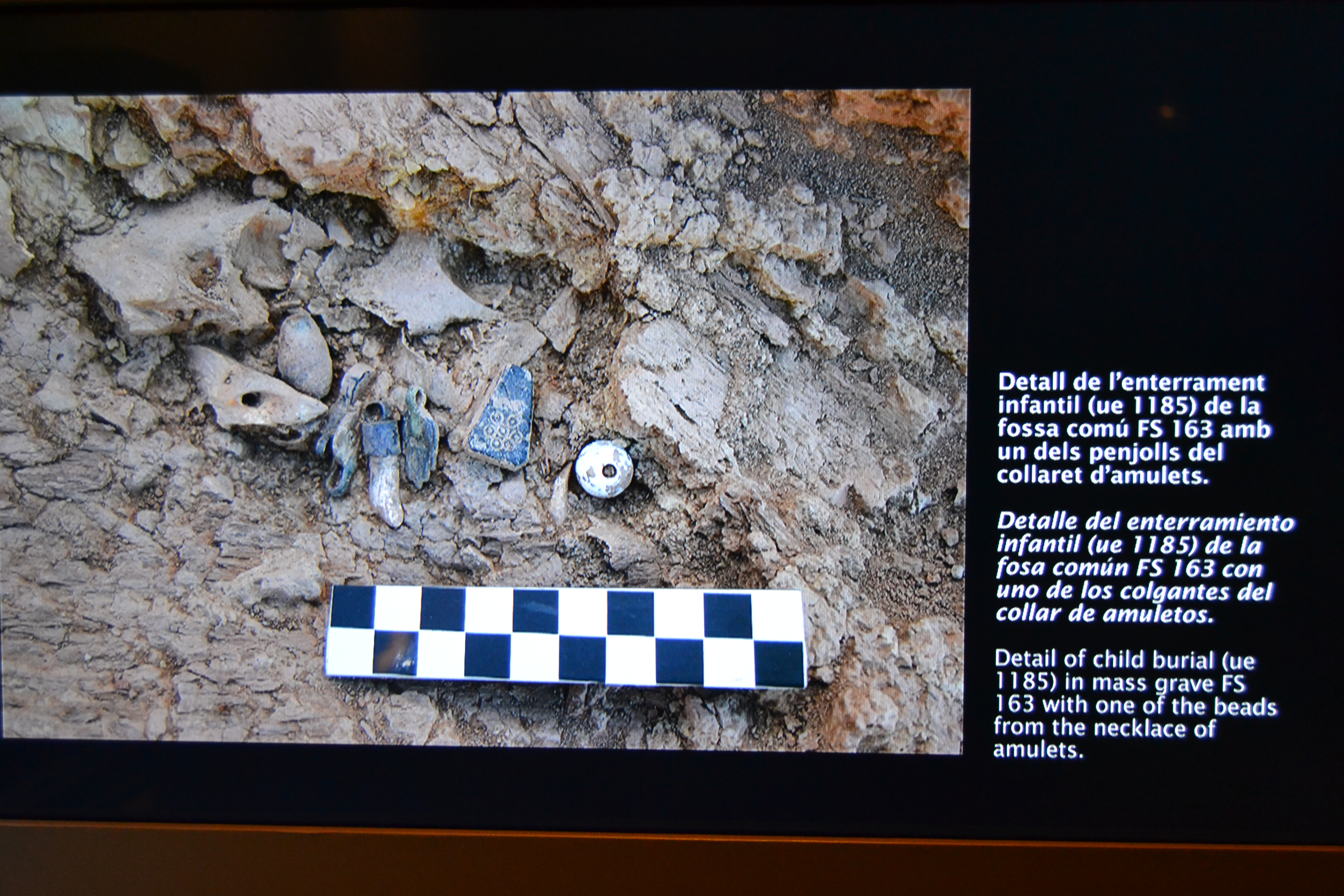
Audiovisual de l'exposició Tragèdia al Call sobre el jaciment de Roquetes

L'estudi ha permès esbrinar la violenta mort que van subir alguns individus de les fosses comuns; juntament amb la documentació que es va trobar sobre l'assalt al call de Tàrrega, va permetre documentar la cronologia d'aquest jaciment. Aquestes investigacions, han permès esbrinar que molts dels cossos s'enterraven amb diferents mena de robes i teixits, alguns, fins i tot, amb objectes personals com joies, peces de ceràmica, etc. conforme al ritual funerari jueu; d'aquesta manera s'ha obtingut una informació important i valuosa sobre com realitzaven els enterraments, els seus costums, la manera de viure dels jueus. Les restes òssies van permetre identificar els cossos que van patir una mort violenta.
Aquest jaciment és en una propietat privada, i va estar a punt de ser edificada, d'aquesta manera es van presidir les intervencions arqueològiques abans que fos massa tard. El cost de l'excavació va realitzar-la l'Ajuntament de Tàrrega i el Servei d'Arqueologia i Paleontologia de la Generalitat de Catalunya; també va decidir finançar l'estudi antropològic de les restes de la necròpolis. Van decidir actuar sobre el terreny on les restes eren més importants, perquè no poguessin edificar, en canvi altres parcel·les es van deixar, ja que no es comprometien a conservar-les. Es van descobrir cent cinquanta-cinc inhumacions individuals i sis fosses comunes, amb un total de dos-cents vint-i-quatre "NMI" d'individus.
Quan un jueu moria, segons el ritual, el cadàver havia d'estar orientat cap a orient, com la majoria de les tombes medievals, mirant cap a Jerusalem. La terra amb què s'enterrava havia de ser verge. Es podia inhumar amb taüts –segons alguns document– o d'altres sense. El mort es transportava de casa al cementiri en una llitera, que en la part final de l'enterrament servia de tapa, la qual es col·locava sobre el mort i posteriorment, es cobria de terra. S'han vinculat alguns elements amb el ritual tradicional jueu. A partir de la disposició dels cranis s'ha pogut escatir la presència de coixins de lli. Alguns enterraments secundaris no quadraven amb les circumstàncies, i s'ha investigat que aquests cossos podien haver estat enterrats en un altre lloc, i van poder transportar els ossos al fossar de Tàrrega.